# Beyond the Gates (альбом Йоакима Канса)
Beyond the Gates — первый студийный альбом вокалиста группы HammerFall Йоакима Канса. Был выпущен в 2004 году. Обложку для альбома создал Сэмуайз Дидье, который в своё время сделал множество работ для HammerFall. Продюсером альбома стал Чарли Бауэрфейнд. Он же продюсировал и многие альбомы группы. Товарищи Канса Оскар Дроньяк и Стефан Эльмгрен так же участвовали в записи. Большая часть альбома была записана в Studio Fredman в родном городе Канса, Гётеборге, Швеция.

## Список композиций
| №   | Название              | Автор(ы)                              | Длительность |
| --- | --------------------- | ------------------------------------- | ------------ |
| 1.  | «Fields of Yesterday» | Йоаким Канс, Стефан Эльмгрен          | 4:46         |
| 2.  | «Soul Collector»      | Йоаким Канс, Майк Кластиак            | 3:38         |
| 3.  | «Red Light»           | Йоаким Канс, Ронни Милианович         | 4:36         |
| 4.  | «Back to Hell»        | Йоаким Канс, Майк Кластиак            | 3:21         |
| 5.  | «Beyond the Gates»    | Йоаким Канс, Дэвид Т. Кастейн         | 5:21         |
| 6.  | «The Key»             | Йоаким Канс, Ронни Милианович         | 4:47         |
| 7.  | «Garden of Evil»      | Йоаким Канс, Ронни Милианович         | 4:27         |
| 8.  | «Merciless»           | Йоаким Канс, Мэт Синнер, Генри Уолтер | 3:17         |
| 9.  | «Silent Cries»        | Йоаким Канс, Стефан Эльмгрен          | 4:09         |
| 10. | «Dreams»              | Йоаким Канс, Мэт Синнер, Том Наумэнн  | 4:17         |
| 11. | «Signs»               | Йоаким Канс, Майкл Кинг               | 4:21         |
| 12. | «Forever Ends»        | Джефф Уотерс, Курран Мерфи            | 4:25         |

## Состав
Участники группы
- Йоаким Канс — вокал, продюсер
- "Метал" Майк Кластиак — лид & ритм-гитара
- Стефан Эльмгрен — лид & ритм-гитара, клавиши, продюсер, проектировщик
- Дэниэл Соравия — клавиши
- Мэт Синнер — бас, бэк-вокал
- Марк Зондер — барабаны, проектировщик

Дополнительный состав
- Gus G — лид-гитара в «Beyond the Gates»
- Дэнни Гилл — лид-гитара в «Dreams»
- Оскар Дроньяк, Мэтс Рендлерт, Йоаким «Лилль» Ландберг, Джанатан Нордстром, Хильда Лерме, Дженни Гастафссонn — бэк-вокал

Производство
- Чарли Бауэрфейнд — продюсер, проектировщик
- Аким Кохлер — проектировщик